# 維皮斯基
49°39′35″N 24°39′14″E / 49.65972°N 24.65389°E
維皮斯基（烏克蘭語：Виписки），是烏克蘭西部的村莊，隸屬利維夫州的利維夫區。該村始建於1500年，面積2.53平方公里，海拔高度345米，2001年人口430，人口密度每平方公里169.96人。